# Liste der Kreisstraßen in Oldenburg (Oldb)

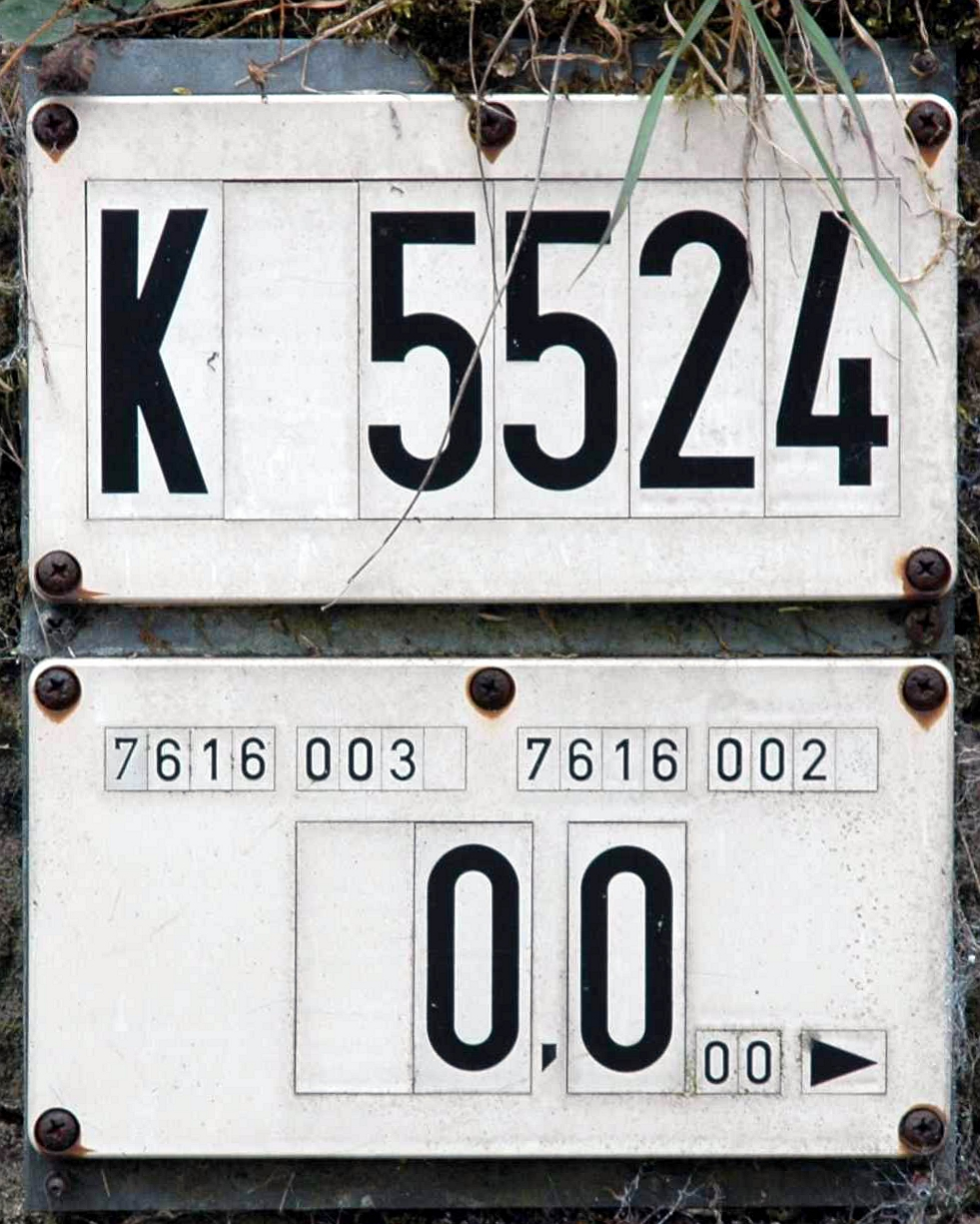
Stationszeichen

Die Liste der Kreisstraßen in Oldenburg (Oldb) führt alle Kreisstraßen in der niedersächsischen kreisfreien Stadt Oldenburg (Oldb) auf.

## Abkürzungen
- K: Kreisstraße
- L: Landesstraße

## Liste
Straßen und Straßenabschnitte, die unabhängig vom Grund (Herabstufung zu einer Gemeindestraße oder Höherstufung) keine Kreisstraßen mehr sind, werden kursiv dargestellt. Der Straßenverlauf wird in der Regel von Nord nach Süd und von West nach Ost angegeben.
| Nr.   | Verlauf |
| ----- | --- |
| K 124 | – Hundsmühler Straße – Stadtgrenze – (K 124 im Landkreis Oldenburg)                                         |
| K 138 | (K 138 im Landkreis Ammerland) – Stadtgrenze – Bloherfelder Straße – /L 865                                 |
| K 143 | (K 143 im Landkreis Ammerland) – Stadtgrenze – Butjadinger Straße – L 865                                   |
| K 235 | L 868 – Borchersweg – Stadtgrenze – (K 235 im Landkreis Oldenburg)                                          |
| K 315 | L 870 – Sandkruger Straße – Stadtgrenze – (K 346 im Landkreis Oldenburg)                                    |
| K 347 | – Nordtangente – L 865                                                                                      |
| K 348 | (K 348 im Landkreis Ammerland) – Stadtgrenze – Ammerländer Heerstraße – (Anschlussstelle Oldenburg-Wechloy) |